# Allanaspides helonomus
Allanaspides helonomus là một loài động vật giáp xác trong họ Anaspididae. Chúng là loài đặc hữu của Tasmania.